# Wilhelm Gmelin (Fußballspieler)
Wilhelm Gmelin (* 14. April 1891; † 9. Dezember 1978) war ein deutscher Fußballspieler, der als Torhüter für Eintracht Frankfurt bzw. deren Vorläufervereine aktiv war.

## Karriere
Gmelin begann 1907 seine Karriere beim Frankfurter FC Victoria 1899. Vier Jahre später fusionierte der Klub mit den Frankfurter Kickers, so dass der Torhüter fortan für den neuen Klub Frankfurter FV (Kickers-Victoria) spielte. Weitere neun Jahre später kam es zu einer erneuten Vereinszusammenführung woraus schließlich die Turn- und Sportgemeinde Eintracht Frankfurt von 1861 wurde. 1911/12 verlor Gmelins Mannschaft nur zwei von zweiundzwanzig Begegnungen, sicherte sich damit die Nordkreis-Meisterschaft und qualifizierte sich erstmals für die Endrunde um die Süddeutsche Meisterschaft. Gegen die Teams von SpVgg Fürth, dem Karlsruher FV und Phönix Mannheim kam das Frankfurter Team aber auf nur zwei Unentschieden. 1912/13 sicherte man sich die Kreistitelverteidigung und nahm so erneut an den Süddeutschen Titelkämpfen teil. Knapp scheiterte man im Meisterschaftsrennen. Im Folgejahr, nachdem erneut der Nordkreistitel erspielt wurde, reichte es in der Süddeutschen wieder nur zu Rang zwei. Nach Ausbrechen des Ersten Weltkrieges ruhte der Spielbetrieb vorübergehend. Nach Ende des Krieges fanden sich die früheren Fußballakteure wieder zusammen. 1920 und 1921 gewann Gmelin dann die Nordmainmeisterschaft mit dem Klub, ehe er seine Karriere beendete. Bei dem Titel von 1920 gewannen die Frankfurter den Titel, obwohl das erste Spiel gegen FC Hanau 93, was die Eintracht 3:1 gewann, gegen sie gewertet wurde, da Gmelin ohne Spielberechtigung auflief. Dadurch war man wieder Teilnehmer an den Süddeutschen Meisterschaften. Dort kam Gmelin schließlich in jedem Spiel zum Einsatz. Man verpasste den Titel und damit die qualifikation an der deutschen Meisterschaft erneut, doch setzte der Klub ein Achtungszeichen, als dieser und damit auch Gmelin im Rückspiel gegen den späteren deutschen Meister 1. FC Nürnberg 0:0 spielte.

## Trivia
- Er war einer der ersten Ehrenspielführer der Eintracht.

## Erfolge
- Nordkreismeister mit dem Frankfurter FV: 1912, 1913, 1914
- Südmaingaumeister mit dem Frankfurter FV: Herbst 1915, Frühjahr 1916, Herbst 1917, Herbst 1918
- Nordmainmeister mit Turn- und Sportgemeinde Eintracht Frankfurt von 1861: 1920
- Nordmainmeister mit Turn- und Sportgemeinde Eintracht Frankfurt von 1861: 1921